# Alicedale
Alicedale este un oraș din Africa de Sud.